# Titus Welliver

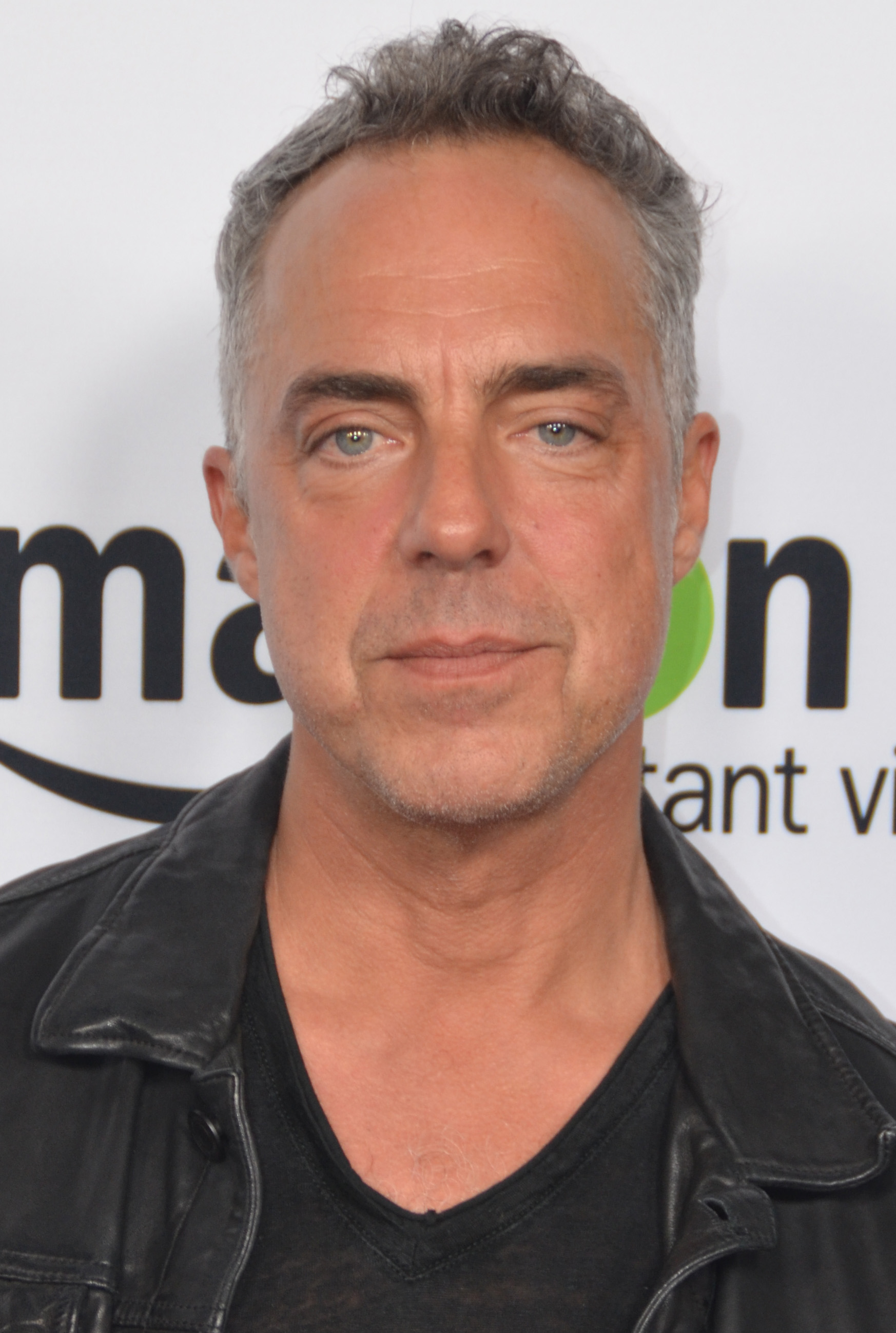
Titus Welliver

Titus Welliver (* 12. März 1962 in New Haven, Connecticut) ist ein US-amerikanischer Schauspieler.

## Leben und Karriere
Titus Welliver ist der Sohn der Modezeichnerin Norma Cripps und des Landschaftsmalers Neil Welliver (1929–2005). Anfang der 1980er Jahre studierte er Schauspiel an der Universität in New York.
Seine erste Rolle als Schauspieler hatte Titus Welliver in dem Film Navy Seals – Die härteste Elitetruppe der Welt aus dem Jahr 1990. Es folgten Besetzungen für die Filme Die wahren Bosse – Ein teuflisches Imperium (1991) und The Doors (1991), denen sich zahlreiche weitere Rollen in Film- und Fernsehproduktionen anschlossen. Er übernahm in zahlreichen Serien Gast- und Nebenrollen, darunter Akte X – Die unheimlichen Fälle des FBI (1993), Nash Bridges (1997) und Lost (2009/2010). 2010 war er in dem Film The Town – Stadt ohne Gnade von Ben Affleck als Polizist zu sehen. 2011 sowie 2015 spielt er in drei Episoden von Suits mit. 2012 war er in dem Thriller Argo erneut neben Affleck zu sehen.
Von 2014 bis 2021 verkörperte er in der Prime-Video-Produktion Bosch die Romanfigur Hieronymus „Harry“ Bosch basierend auf den Romanen von Michael Connelly. Ab 2022 war er in dem Spin-off Bosch: Legacy zu sehen. Neben seiner Schauspieltätigkeit im Film und Fernsehen ist er auf der Theaterbühne präsent, so unter anderem mit Riff Raff, American Buffalo und Shakespeares Heinrich IV., Teil 1 und Heinrich IV., Teil 2
Er hat verschiedene Synchronsprecher, unter anderem Torsten Michaelis, Oliver Siebeck oder auch Erich Räuker. In Bosch wird er von Matthias Klie synchronisiert.
Welliver war von 2014 bis 2019 in fünfter Ehe mit der Modeberaterin Jose Stemkens verheiratet. Aus seiner dritten Ehe mit der Schauspielerin Joanna Heimbold gingen zwei Söhne (* 1999, * 2002) hervor. Mit seiner 2012 verstorbenen Frau, der Filmproduzentin Elizabeth W. Alexander, mit der er ab 2005 verheiratet war, hat er eine gemeinsame Tochter (* 2006).

## Filmografie (Auswahl)

### Filme
- 1990: Navy Seals – Die härteste Elitetruppe der Welt (Navy Seals)
- 1990: The Lost Capone
- 1991: The Doors
- 1991: Die wahren Bosse – Ein teuflisches Imperium (Mobsters)
- 1992: An American Story
- 1994: Tick, Tick, Tick (Kurzfilm)
- 1994: Zero Tolerance
- 1994: Blind Justice
- 1994: Den Killer im Nacken (One Woman’s Courage) (Fernsehfilm)
- 1995: Ein Gorilla zum Verlieben (Born to be wild)
- 1996: Nach eigenen Regeln (Mulholland Falls)
- 1997: Anatomie einer Entführung (The Clearing)
- 1997: Air Force One
- 1997: Rough Riders
- 1997: The Big Fall
- 1998: Abraham Lincoln – Die Ermordung des Präsidenten (The Day Lincoln Was Shot) (Fernsehfilm)
- 1999: Spiel auf Leben und Tod (Mind Prey) (Fernsehfilm)
- 2000: Cement
- 2000: Mit aller Härte (Once in the Life)
- 2003: Biker Boyz
- 2004: Twisted – Der erste Verdacht (Twisted)
- 2005: Das Ende – Assault on Precinct 13 (Assault on Precinct 13)
- 2007: Gone Baby Gone – Kein Kinderspiel (Gone Baby Gone)
- 2008: The Narrows
- 2008: The Human Contract
- 2009: Handsome Harry
- 2010: The Town – Stadt ohne Gnade (The Town)
- 2010: True Blue (Fernsehfilm)
- 2011: Awakening (Fernsehfilm)
- 2011: Good Morning, Killer (Fernsehfilm)
- 2012: Ein riskanter Plan (Man on a Ledge)
- 2012: Powers (Fernsehfilm)
- 2012: Midnight Sun (Fernsehfilm)
- 2012: Marvel One-Shot: Objekt 47 (Marvel One-Shot: Item 47, Kurzfilm)
- 2012: Promised Land
- 2012: Argo
- 2013: R.E.D. 2 (RED 2)
- 2014: Transformers: Ära des Untergangs (Transformers: Age of Extinction)
- 2014: Poker Night
- 2016: Live by Night
- 2018: Escape Plan 2: Hades
- 2019: An Affair to Die For
- 2019: Shaft
- 2025: Ricky

### Serien
- 1990: Matlock (1 Folge)
- 1990: Bruderkrieg (The Lost Capone)
- 1992: L.A. Law – Staranwälte, Tricks, Prozesse (L.A. Law, 1 Folge)
- 1992: Beverly Hills, 90210 (1 Folge)
- 1992: Der Polizeichef (The Commish, 1 Folge)
- 1993: Geschichten aus der Gruft (Tales from the Crypt, 1 Folge)
- 1994: Akte X – Die unheimlichen Fälle des FBI (The X-Files, 1 Folge)
- 1994: Blind Justice
- 1995: Zero Tolerance
- 1995: New York Undercover (1 Folge)
- 1996: High Incident – Die Cops von El Camino (High Incident)
- 1996: Murder One
- 1997: Nash Bridges
- 1997: Rough Riders
- 1997: The Big Fall
- 1997: Practice – Die Anwälte (The Practice)
- 1997–1998: Brooklyn South
- 1995–1998: New York Cops – NYPD Blue (NYPD Blue, 8 Folgen)
- 1996: Embraced – Clan der Vampire (Kindred: The Embraced, 1 Folge)
- 1996: High Incident (2 Folgen)
- 1996: Murder One (3 Folgen)
- 1997: Nash Bridges (1 Folge)
- 1997: Spy Game (1 Folge)
- 1997: Practice – Die Anwälte (The Practice, 1 Folge)
- 1999: Total Recall 2070 (1 Folge)
- 1999: Ein Hauch von Himmel (Touched by an Angel) (1 Folge)
- 1999: Star Trek: Raumschiff Voyager (Star Trek: Voyager) (2 Folgen)
- 2000: Falcone
- 2001: UC: Undercover
- 2001: Big Apple (8 Folgen)
- 2001: Blonde (Miniserie)
- 2001–2002: That’s Life (17 Folgen)
- 2002: Third Watch – Einsatz am Limit (Third Watch)
- 2002, 2019: Law & Order: Special Victims Unit (4 Folgen)
- 2003: Twilight Zone
- 2003: Hack – Die Straßen von Philadelphia (Hack) (2 Folgen)
- 2004–2006: Deadwood (26 Folgen)
- 2006: Law & Order (1 Folge)
- 2007: Numbers – Die Logik des Verbrechens (Numb3rs)
- 2007: Kidnapped – 13 Tage Hoffnung (Kidnapped) (2 Folgen)
- 2007: Jericho – Der Anschlag (Jericho)
- 2007: Navy CIS (NCIS)
- 2007: Shark
- 2007–2008: Life (2 Folgen)
- 2008: Prison Break (2 Folgen)
- 2009: Monk
- 2009: Raising the Bar
- 2009: Kings
- 2009: Supernatural
- 2009–2010: Sons of Anarchy (13 Folgen)
- 2009–2010: Lost (3 Folgen)
- 2010: The Closer
- 2010: Lost: The Final Journey (Dokumentation)
- 2009–2011: Good Wife (The Good Wife) (16 Folgen)
- 2011: Law & Order: LA (1 Folge)
- 2011, 2015: Suits (3 Folgen)
- 2011–2012: CSI: Vegas (CSI: Crime Scene Investigation) (3 Folgen)
- 2012: Touch (3 Folgen)
- 2012: Grimm
- 2013: White Collar (2 Folgen)
- 2013–2016: Marvel’s Agents of S.H.I.E.L.D. (3 Folgen)
- 2014: The Mentalist (3 Folgen)
- 2014–2015: The Last Ship (4 Folgen)
- 2014–2021: Bosch (68 Folgen)
- 2018: Chicago P.D. (1 Folge)
- 2020: The Mandalorian (1 Folge)
- 2022–2025: Bosch: Legacy (30 Folgen)
- 2022: Titans (1 Folge)

## Theaterproduktionen
- 1993: Naked at the Coast
- 1994: More Naked at the Coast
- 1995: Riff, Raff
- 1995: Act One ’95: Evening „A“
- 2001: Zelda, Scott and Ernest